# Dinámica social
En sociología, la dinámica social o dinamismo social se refiere al despliegue de comportamientos, costumbres, usos y creencias de una sociedad. El estudio de la dinámica social trata de describir los mecanismos que rigen la conducta de las masas frente a determinados estímulos y, en determinadas circunstancias, estudia los condicionamientos sociales que influyen en los individuos. 

## Introducción
El cambio social se evidencia a través de las interacciones de cada individuo con el resto de individuos y en cómo el conjunto afecta al individuo, marcando un comportamiento de comunicación global de sujetos relacionados entre sí. Las formas y convenciones de la dinámica social están marcadas por la historia y sujetas, por tanto, a un cambio permanente.
La interacción social es la que resulta de la dinámica expresada en grados sociales, estableciendo campos de acción que se expresan mediante la diferenciación del status social. De la interacción social, habría primero que establecer la capa o campo social sobre el que se va a observar a los individuos y como estos influyen mutuamente y adaptan su comportamiento frente a los demás. Cada individuo va formando su identidad específica en la interacción con los demás miembros de su campo social en la que tiene que acreditarse.

## Artículo en desarrollo
Se están recopilando fuentes de:
- Universidad Nacional Española a Distancia (UNED):

- Videos de la historia del mundo.

- Noam Chomsky

- The Psychology of Language and Thought - Source: Dialogues on the Psychology of Language and Thought (Plenum, 1983) Noam Chomsky interviewed by Robert W. Rieber.
- Syntactic Structures: ISBN 3-11-017279-8
- La cultura del miedo: Ensayo del libro 'Colombia: La democracia genocida'.
- Pensamiento nuevo: Entrevista de Tomás Ibáñez aparecida en el programa 'El Canelo Nº50', de diciembre de 1993.

- Howard Gardner

- Arte, mente y cerebro. Una aproximación cognitiva a la creatividad.
- Estructuras de la mente: la teoría de las inteligencias múltiples. ISBN 958-38-0063-5

- James Wertsch

- Vygotski y la formación social de la mente, Capítulo 3: Los orígenes sociales de las funciones psicológicas superiores.

- Winfred F.Hill

- Teorías contemporáneas del aprendizaje, , Buenos Aires (Argentina): Editorial Paidós, 1974. En donde se analiza a Kurt Lewin.

- La teoría del campo y el aprendizaje.
- Una teoría dinámica sobre la personalidad.
- Principios de la psicología topológica.
- Teoría del campo en ciencias sociales.

Si alguien desea ayudar en la integración de las fuentes en este artículo, será bienvenida la ayuda.

## Dinámica en el individuo

### En el bebe[1]
Formación de las facultades psicomotrices. Maduración del área reticular del cerebro que procesa la realidad psicomotriz, sensorial, refleja y de interacción con el medio. Se madura el campo de la consciencia referenciada como el primero de los campos de la dinámica social.
El niño cuando nace solo trae el sistema parasimpático desarrollado, el aprendizaje que comienza con los nuevos estímulos del medio inician el desarrollo del sistema simpático, este no es más que la formación nuevas de sinapsis, y estas van regulando la actividad de ese sistema nervioso en madures, la educación desde la madre y los estímulos ambientales son los que determinan el primer contacto con la realidad y la maduración del cerebro.

### En el niño[2]
Formación de las facultades de cosmolocalización. Maduración del área reticular del cerebro que procesa la realidad psicoafectiva, emotiva, comunicativa y de interacción con el medio social. Se madura el campo de la consciencia referenciada como el segundo de los campos de la dinámica social.

### En el adolescente[3]
Formación de las facultades de reproducción. Maduración del área reticular del cerebro que procesa la realidad de lo que es bueno y malo, elaboración de juicios de valor, fluctuación comunicativa y de interacción con el medio hostil. Se madura el campo de la consciencia referenciada como el tercero de los campos de la dinámica social.

### En el adulto[4]
Formación de las facultades de cooperación. Maduración del área reticular del cerebro que procesa la realidad de lo que es competente y competitivo, elaboración de imágenes mentales, comunicación fluida y de interacción con el medio para tornarlo social. Se madura el campo de la consciencia referenciada como el cuarto de los campos de la dinámica social.

### En la madurez[5]
Formación de las facultades creativas. Maduración del área reticular del cerebro que procesa la realidad de lo que es emotivamente sostenible, desarrollo de una cosmovisión integral, resistencia comunicativa entre el medio y el individuo proporcional al grado de integración de las redes neuronales de inteligencia, y al diferencial de la inteligencia social, creando campos de relación de mayor o menor tensión en las interacciones con el medio social por entender lo que comunica la persona madura, consumo de recursos emocionales por las relaciones establecidas con el medio para tratar de concienciarlo. Se madura el campo de la consciencia referenciada como el quinto de los campos de la dinámica social.

### En el enfermo[6]
Destrucción de los enlaces sinápticos que han gobernado la eficacia de su interacción hasta ese momento, heridas emocionales, sentimiento de inutilidad, desesperanza y aceptación de su estado. Proceso de duelo que no termina si la enfermedad es de carácter degenerativa.

## Campo social con base en la pirámide de Maslow
Todo campo se establece por la expresión de las propiedades singulares de un evento particular.

### Campo de interacción con el medio
En la pirámide de Maslow se la denomina: Necesidades fisiológicas básicas.

### Campo de interacción valorativo
En la pirámide de Maslow se la denomina: Seguridad.

### Campo de interacción afectivo-sentimental
En la pirámide de Maslow se la denomina: Afiliación.

### Campo de interacción social
En la pirámide de Maslow se les denomina:Maniobras evasivas.

### Campo de interacción creativa
En la pirámide de Maslow se le denomina: Autorrealización.

## Inteligencia,drogas[7]ycerebro[8]
- La inteligencia nutre su actividad de emociones, intuiciones y sentimientos dentro de lo que son las bases inconsciente, así como de pensamientos reflejos procesados por el consciente y evaluados por la conciencia, que inducen respuestas reflejas de lo que en origen pudiera manifestarse por la vía inconsciente. Los neurotransmisores regulan un equilibrio sutil dentro de las 'charlas' que el cerebro tiene 'consigo mismo'.

- Las drogas están constituidas por un elemento activo base que, se puede decir que es el encargado de 'piratear' las señales dentro de lo que es el sistema de comunicación del cerebro. Son sustancias sintetizadas a raíz de elementos naturales que, al ser metabolizadas por las neuronas en lugar del neurotransmisor propio que en ese momento debería haber ocupado el lugar que está ocupando el elemento activo introducido en las redes comunicativas, producen sensaciones, sentimientos e incluso emociones. Una sustancia como la cocaína produce un estado de bienestar en el espacio sináptico impidiendo la destrucción de la dopamina y aumentando la cantidad de esta presente en los receptores post-sinápticos: el cuerpo entiende que ya no necesita tanto de estos receptores y los inutiliza, lo que trae como resultado la dependencia de la droga para mantener la cantidad de dopamina que ha determinado sus necesidades. Llamamos a esto adicción, llegando a necesitarse dosis muy altas por esta causa: el cerebro entra en una realidad alterada de conciencia y de no tener la oportunidad de obtener la dosis necesaria para sentirse bien, puede llegar a un estado de frustración y a una consecuente patología psicoafectiva, psicológica o psiquiátrica.

- El cerebro nutre sus comunicaciones por las vías naturales que, adecuadamente estimuladas, educadas y puestas en práctica, hacen de un organismo un sistema sano. El propio cerebro tiene la capacidad de dar la orden de síntesis de sustancias que son necesarias para la pervivencia de las neuronas que componen las distintas regiones metabólicas. Estas señales se metabolizan gracias a los receptores adecuados, y mediante ese proceso informan al organismo de la dinámica que ha de adoptar frente al medio.[9] Estos receptores pueden ser estimulados por fármacos cuando, por un trauma los enlaces quedan destruidos y el propio cerebro es incapaz de reconstruirlos por sí solo. Estos fármacos están compuestos por drogas, que gracias a esos receptores causan el efecto deseado para sostener la salud del individuo y en los mejores casos, permitir que el propio cerebro reconstruya las vías destruidas. Las interacciones neuronales se realizan por las descargas de neurotransmisores dentro del medio en el que se encuentran: El líquido cefalorraquídeo. La circulación de este fluido pone a disposición de las neuronas un medio rico en nutrientes, azúcares y grasas, que junto con el sistema circulatorio, mantienen e integran al sistema nervioso central dentro del organismo.

### Sistema cannabinoide endógeno
Es el estudio de la sociedad en general y sobre hechos pasados en cuanto a su comportamiento y su evolución hacia el futuro
i

## Dinámica en la historia[10]

### Las primeras culturas
Las primeras culturas tenían la mentalidad muy primitiva, pero en su medio daban parte importante a la historia .